# Daewoo Bus

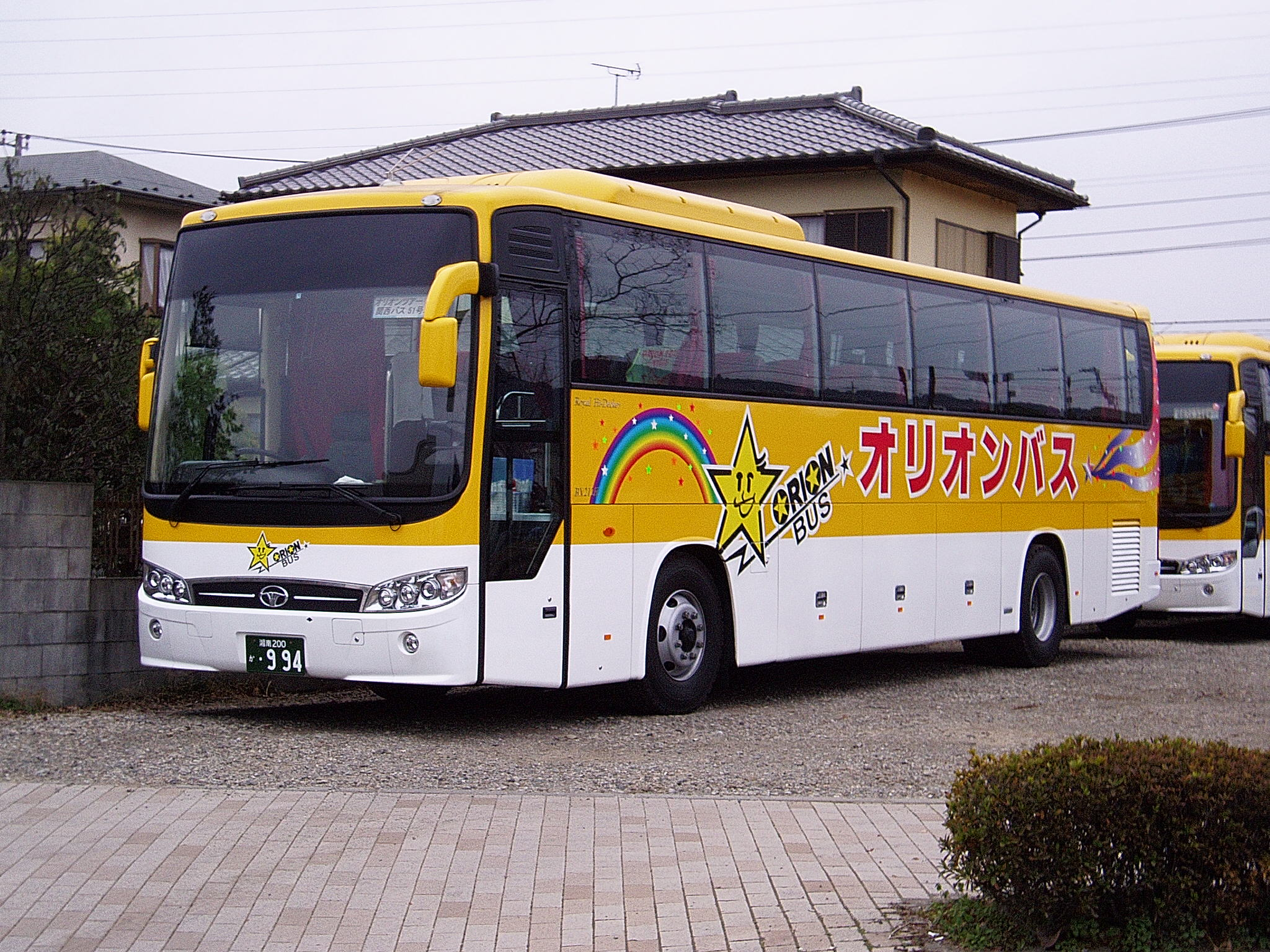
Daewoo Bus BX212 in Japan

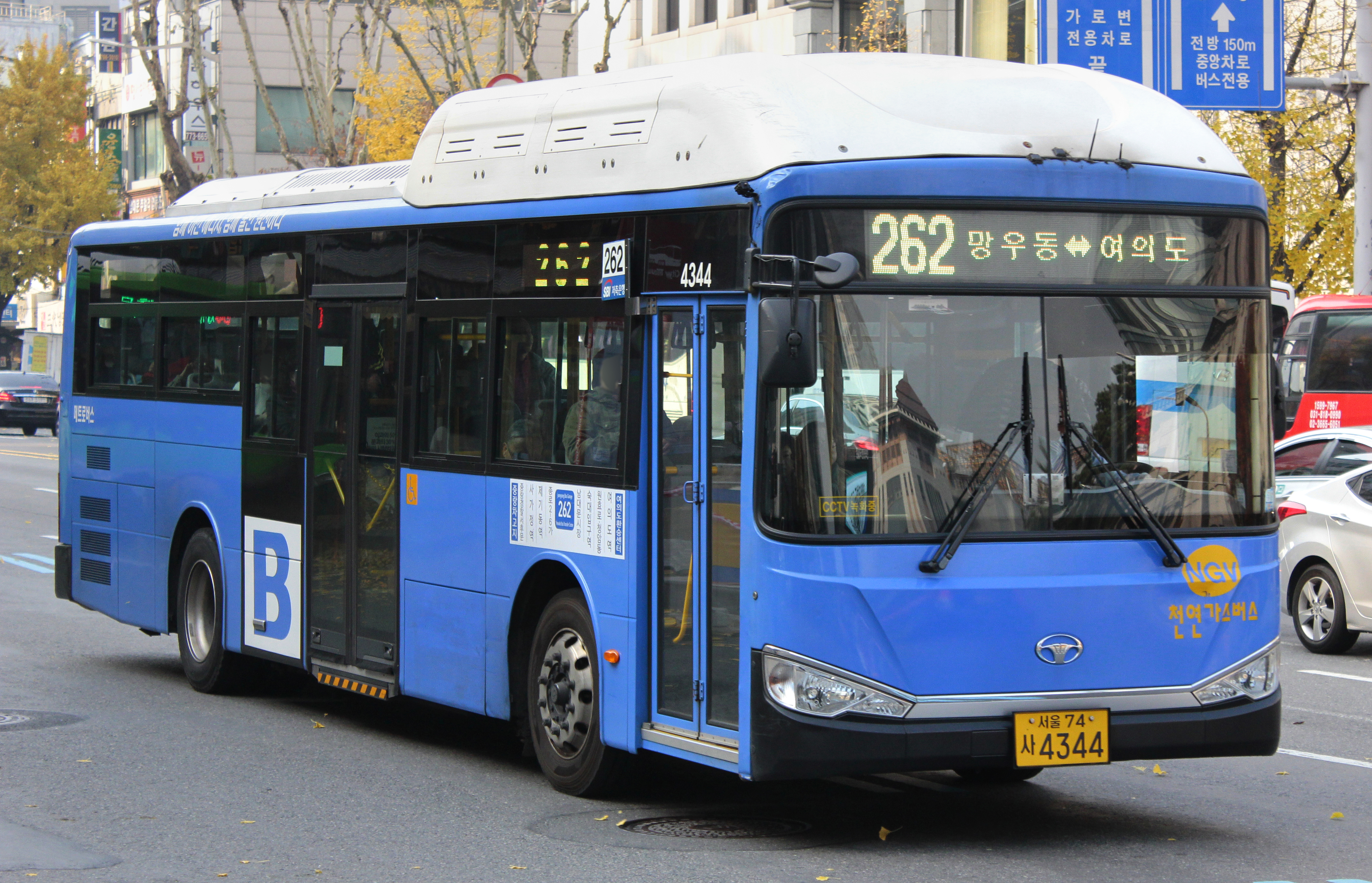
Daewoo Bus BS110CN in Seoul (Südkorea)

Zyle Daewoo Commercial Vehicle ist ein südkoreanischer Omnibushersteller.
Zu Daewoo Motors gehörend, firmierte das Unternehmen unter dem Namen „Daewoo Motors Bus Division“. Als Folge der Asienkrise erfolgte 2002 die Ausgründung als Zyle Daewoo Commercial Vehicle. Seit 2003 ist diese ein Tochterunternehmen der koreanischen Young An Hat Company.

## Aktuelle Modelle
- BX212H/S
- BH120F
- BH119
- BH117H
- BH116
- BH115E
- BF116
- BH090
- BS120CN (Erdgasfahrzeug)
- BV120MA
- BC211M
- BS116
- BS090

## Ehemalige Modelle

### Shinjin Motor (1955–1971)
- Shinjin Micro Bus (1962)
- Shinjin Light Bus (1965)
- Pioneer (1965)
- FB100LK (1966)
- B-FB-50 (1966)
- DB102L (1968)
- DHB400C (1970)
- DAB (1970)
- RC420TP (1971)

### GM Korea Motor Company (1972–1976)
- DB105LC (1972)
- BD50DL (1973)
- BLD24 (1973)
- BD098 (1976)
- BD101 (1976)
- BU100/110 (1976)

### Saehan Motor Company (1976–1983)

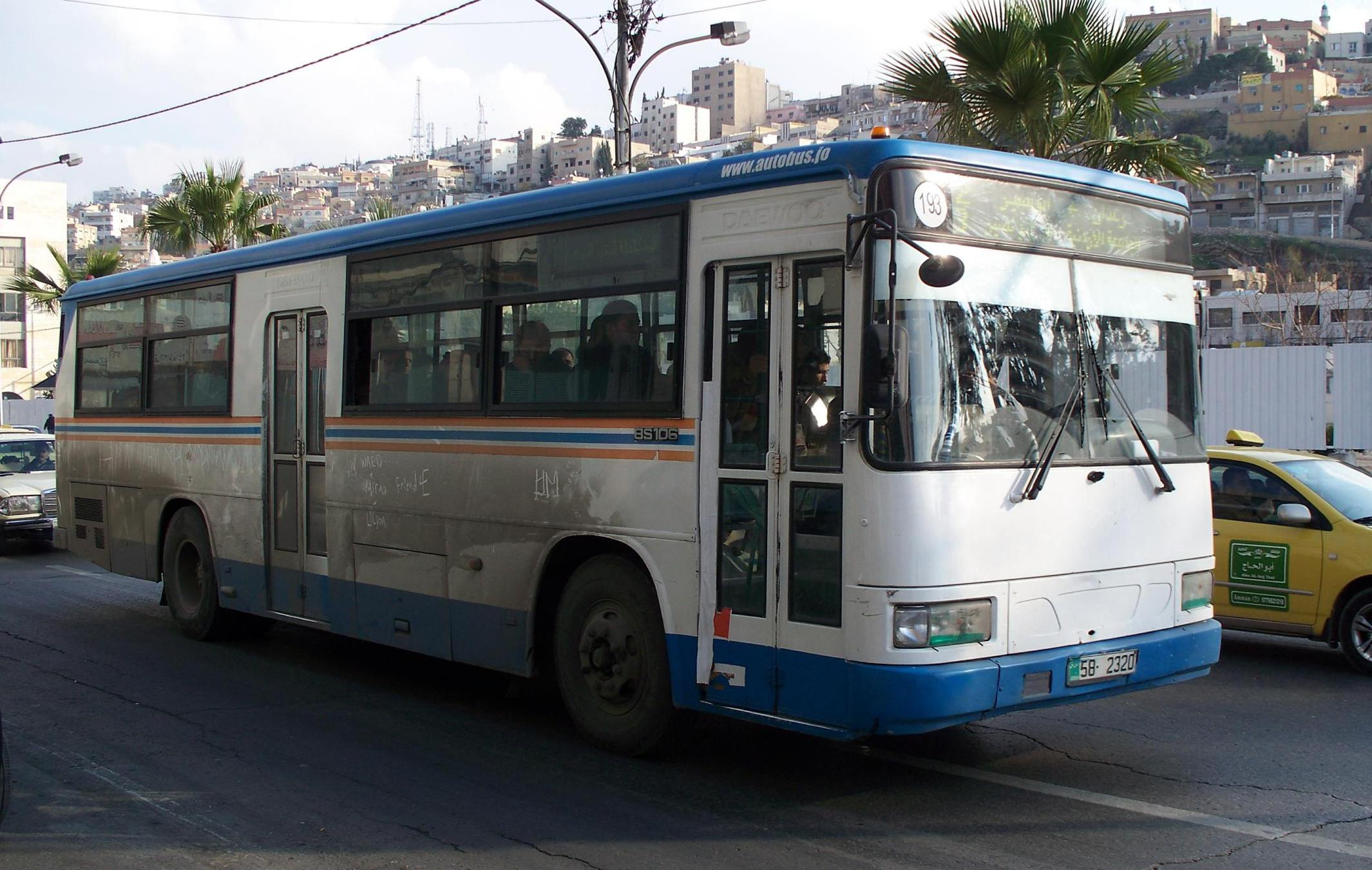
Daewoo BS106 in Amman (Jordanien)

- BU120 (1976)
- BL064 (1977)
- BF101 (1977)
- BR101 (1980)
- BH120 (1981)
- BV113 (1982)
- BF105 (1982)

### Daewoo Motor Company (Next 1, 1983–1994)
- BV101 (1983)
- BH120H (1985)
- BH115H (1986)
- BS105 (1986)
- BU113 (1986)
- BF120 (1987)
- BS106 (1991)
- BH120F (1992)
- BH113 (1994)

### Daewoo Heavy Industry (1994–1999)

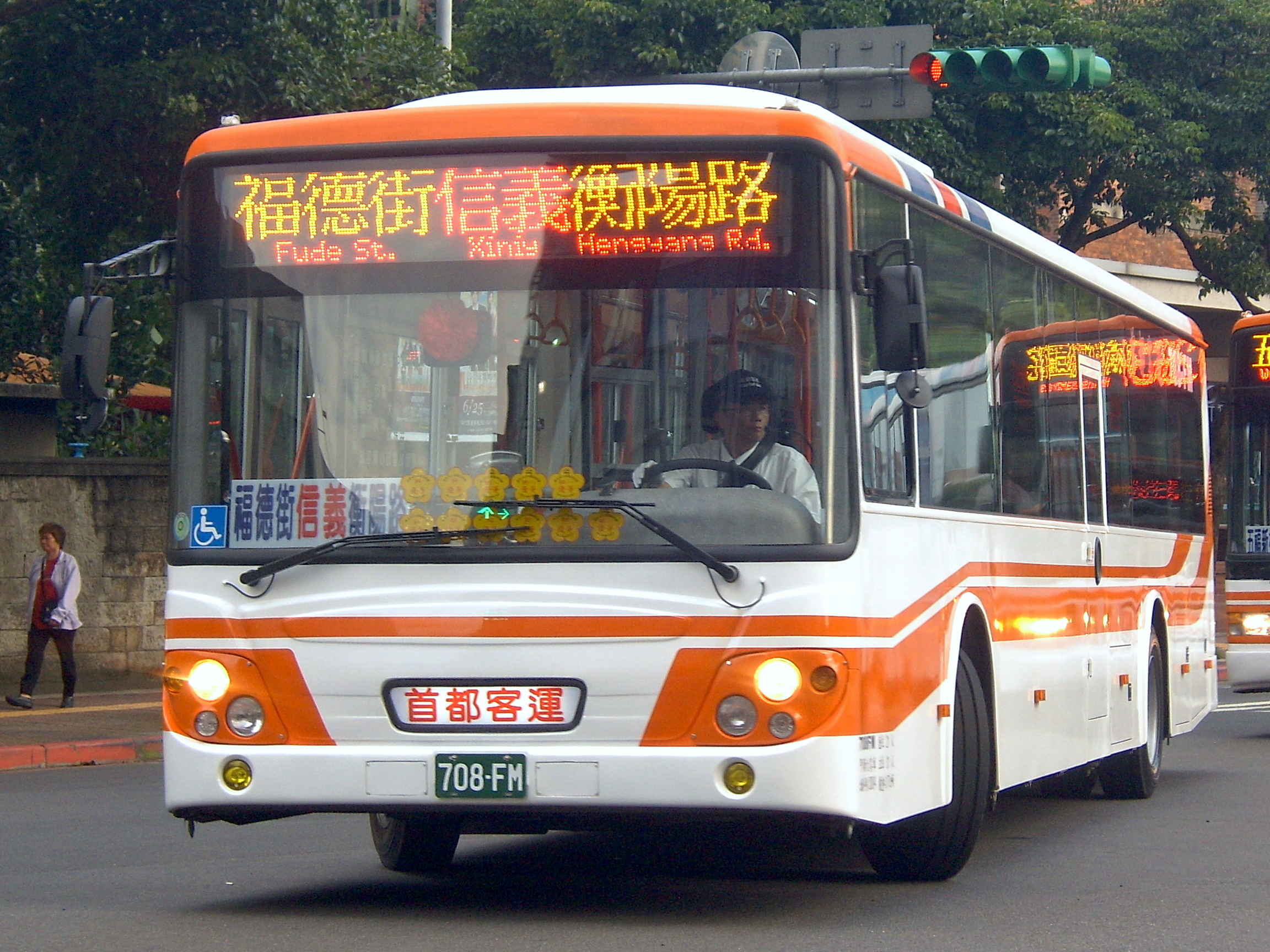
Daewoo BS120CN in Taiwan

- BH117H (1995)
- BM090 (1996)
- BH116 (1997)
- BH115E (1998)

### Daewoo Motor Company (Next 2, 1999–2002)
- BF106 (2001)
- BH090 (2001)
- BS090 (2002)
- BV120MA (2002)
- BS120CN (2002)

### Zyle Daewoo Commercial Vehicle (ab 2002)
- BH119 (2003)
- BX212H/S (2004)
- BC211M (2005)